# Кубок Президента ОФК
Кубок Президента ОФК (англ. OFC President's Cup) — футбольный турнир, проводившийся Конфедерацией футбола Океании (ОФК) между клубами и сборными региона. Решение о его учреждении было принято Исполнительным комитетом ОФК в ноябре 2013 года и подтверждено в апреле 2014 года. Первый (и единственный) розыгрыш турнира был проведён в новозеландском Окленде с 17 по 23 ноября 2014 года.

## Формат
Согласно принятому регламенту в турнире принимают участие 6 команд: победитель и финалист Лиги чемпионов ОФК, две команды из Азиатской конфедерации футбола, а также ещё две приглашённые ОФК команды.
Соревнование проводится в два этапа: на групповом этапе команды распределяются на 2 группы по 3 команды в каждой, после чего победители групп встречаются в финале, занявшие вторые места в группах — в матче за 3-е место, занявшие третьи места в группах — в матче за 5-е место.

## Результаты
| Сезон | Место проведения | Финал       | Финал | Финал    | Матч за 3-е место | Матч за 3-е место | Матч за 3-е место |
| Сезон | Место проведения | Победитель  | Счёт  | Финалист | 3-е место         | Счёт              | 4-е место         |
| ----- | ---------------- | ----------- | ----- | -------- | ----------------- | ----------------- | ----------------- |
| 2014  | Окленд           | Окленд Сити | 2:1   | Амикаль  | Бусаитин          | 3:0               | Сингапур (до 23)  |